# John Ottman
John Ottman (San Diego, California; 6 de julio de 1964) es un compositor, editor de filmes y director estadounidense.

## Biografía
Es conocido por sus colaboraciones con el director Bryan Singer, editando video y componiendo las partituras para sus filmes The Usual Suspects, Apt Pupil, X-Men 2 y Superman Returns, siendo en esta última donde adaptó la música de Superman originalmente compuesta por John Williams. También es colaborador habitual del director español Jaume Collet-Serra.
Debutó en la dirección cinematográfica para el filme de terror Urban Legends: Final Cut, su único trabajo como director. Además realizó la Banda Sonora y fue el montador de la misma.
En el territorio de las películas de superhéroes también compuso la partitura de la película Los 4 Fantásticos y de su secuela, Los 4 Fantásticos y Silver Surfer.
Entre sus trabajos destacados figuran Kiss Kiss Bang Bang, Astro Boy, Gothika o The Cable Guy.
Ottman se graduó en la Escuela de artes Cinematográficas en la Universidad del Sur de California. Ganó el premio BAFTA al mejor montaje por el film The Usual Suspects. Además de dos premios Saturn por mejor banda sonora, para Superman Returns y The Usual Suspects.

## Compositor
Ottman compuso íntegramente los siguientes proyectos, en su mayoría películas de cine:
| Discografía  | Discografía                                  | Discografía                        | Discografía                                 | Discografía                                                                  |
| Filmes       | Filmes                                       | Filmes                             | Filmes                                      | Filmes                                                                       |
| Año          | Título                                       | Director                           | Notas                                       | Distribuidora                                                                |
| ------------ | -------------------------------------------- | ---------------------------------- | ------------------------------------------- | ---------------------------------------------------------------------------- |
| 1993         | Public Access                                | Bryan Singer                       |                                             |                                                                              |
| 1995         | The Usual Suspects                           | Bryan Singer                       |                                             | Spelling Films International Gramercy Pictures PolyGram Filmed Entertainment |
| 1995         | Night Train                                  | John Coven                         | Cortometraje                                |                                                                              |
| 1995         | The Antelope Chess Game                      | Lance Tracy                        |                                             |                                                                              |
| 1996         | The Cable Guy                                | Ben Stiller                        |                                             | Columbia Pictures                                                            |
| 1997         | Snow White: A Tale of Terror                 | Michael Cohn                       |                                             | PolyGram Filmed Entertainment Interscope Communications                      |
| 1997         | Incognito                                    | John Badham                        |                                             | Warner Bros. Pictures                                                        |
| 1998         | Goodbye Lover                                | Roland Joffé                       |                                             | Warner Bros. Pictures                                                        |
| 1998         | Halloween H20: 20 Years Later                | Steve Miner                        | Basado en la partitura de: - John Carpenter | Miramax Films                                                                |
| 1998         | Apt Pupil                                    | Bryan Singer                       |                                             | TriStar Pictures                                                             |
| 1999         | Lake Placid                                  | Steve Miner                        |                                             | 20th Century Fox                                                             |
| 2000         | Urban Legends: Final Cut                     | El mismo                           | Director                                    | Columbia Pictures                                                            |
| 2001         | Bubble Boy                                   | Blair Hayes                        |                                             | Buena Vista Pictures                                                         |
| 2002         | Pumpkin                                      | Anthony Abrams Adam Larson Broder  |                                             |                                                                              |
| 2002         | Beother's Keeper                             | John Bedham                        |                                             |                                                                              |
| 2002         | Eight Legged Freaks                          | Ellory Elkayem                     |                                             | Warner Bros. Pictures                                                        |
| 2002         | Trapped                                      | Luis Mandoki                       |                                             | Columbia Pictures                                                            |
| 2003         | X-Men 2                                      | Bryan Singer                       |                                             | 20th Century Fox                                                             |
| 2003         | Gothika                                      | Mathieu Kassovitz                  | Compuesto con: - Lior Rosner                | Warner Bros. Pictures Columbia Pictures                                      |
| 2004         | Cellular                                     | David R. Ellis                     |                                             | New Line Cinema                                                              |
| 2004         | Lonely Place                                 | Kevin Ackerman                     | Cortometraje                                |                                                                              |
| 2005         | Hide and Seek                                | John Polson                        |                                             | 20th Century Fox                                                             |
| 2005         | House of Wax                                 | Jaume Collet-Serra                 |                                             | Warner Bros. Pictures                                                        |
| 2005         | Kiss Kiss Bang Bang                          | Shane Black                        |                                             | Warner Bros. Pictures                                                        |
| 2005         | Los 4 Fantásticos                            | Tim Story                          |                                             | 20th Century Fox                                                             |
| 2006         | Superman Returns                             | Bryan Singer                       | Compuesto con: - John Williams              | Warner Bros. Pictures                                                        |
| 2007         | Los 4 Fantásticos y Silver Surfer            | Tim Story                          |                                             | 20th Century Fox                                                             |
| 2007         | The Invasion                                 | Oliver Hirschbiegel James McTeigue |                                             | Warner Bros. Pictures                                                        |
| 2008         | Valkyrie                                     | Bryan Singer                       |                                             | Metro-Goldwyn-Mayer                                                          |
| 2009         | Orphan                                       | Jaume Collet-Serra                 |                                             | Warner Bros. Pictures                                                        |
| 2009         | Astro Boy                                    | David Bowers                       |                                             | Summit Entertainment                                                         |
| 2010         | The RRF in New Recruit                       | David Bowers                       | Cortometraje                                |                                                                              |
| 2010         | Astro Boy vs. The Junkyard Pirates           | David Bowers                       | Cortometraje                                |                                                                              |
| 2010         | The Losers                                   | Sylvain White                      |                                             | Warner Bros. Pictures                                                        |
| 2010         | Halloween: The Night He Came Back            | Eric Iyoob Darla Rae               | Cortometraje                                |                                                                              |
| 2011         | The Resident                                 | Antti Jokinen                      |                                             |                                                                              |
| 2011         | Unknown                                      | Jaume Collet-Serra                 | Compuesto con: - Alexander Rudd             | Warner Bros. Pictures Optimum Releasing                                      |
| 2013         | Jack the Giant Slayer                        | Bryan Singer                       |                                             | Warner Bros. Pictures                                                        |
| 2014         | Non-Stop                                     | Jaume Collet-Serra                 |                                             | Universal Pictures                                                           |
| 2014         | X-Men: días del futuro pasado                | Bryan Singer                       |                                             | 20th Century Fox                                                             |
| 2015         | Krampus                                      | Michael Dougherty                  |                                             | Universal Pictures                                                           |
| 2016         | X-Men: Apocalipsis                           | Bryan Singer                       |                                             | 20th Century Fox                                                             |
| Documentales |                                              |                                    |                                             |                                                                              |
| Año          | Título                                       | Director                           | Notas                                       | Distribuidora                                                                |
| 2002         | Round Up: Deposing The Usual Suspects        |                                    |                                             |                                                                              |
| 2003         | Evolution in the Details: The Design of X2   |                                    | Cortometraje                                |                                                                              |
| 2003         | The Second Uncanny Issue of X-Men! Making X2 |                                    |                                             |                                                                              |
| 2004         | Celling Out                                  | Jeffrey Schwarz                    | Cortometraje                                |                                                                              |
| 2004         | Dialing Up Cellular                          | Jeffrey Schwarz                    | Cortometraje                                |                                                                              |
| 2006         | Finding Kraftland                            | Richard Kraft Adam Shell           |                                             | Independiente                                                                |
| Televisión   |                                              |                                    |                                             |                                                                              |
| Año          | Título                                       | Director                           | Notas                                       | Distribuidora                                                                |
| 1998         | Fantasy Island                               | Michael Dinner                     | Serie de TV                                 | Columbia TriStar Television                                                  |
| 2002         | Point of Origin                              | Newton Thomas Sigel                |                                             | HBO Films                                                                    |
| Videojuegos  |                                              |                                    |                                             |                                                                              |
| Año          | Título                                       | Director                           | Notas                                       | Distribuidora                                                                |
| 1995         | I Have No Mouth, and I Must Scream           | David Mullich                      |                                             |                                                                              |

## Editor
Ottman editó los siguientes proyectos:
| Editor   | Editor                     | Editor       | Editor                        |
| Año      | Título                     | Director     | Notas                         |
| -------- | -------------------------- | ------------ | ----------------------------- |
| 1988     | Lion's Den                 | Bryan Singer |                               |
| 1993     | Public Access              | Bryan Singer |                               |
| 1995     | The Usual Suspects         | Bryan Singer |                               |
| 1998     | Apt Pupil                  | Bryan Singer |                               |
| 2000     | Urban Legends: Final Cut   | El mismo     | Editado con: - Rob Kobrin     |
| 2003     | X2                         | Bryan Singer | Editado con: - Elliot Graham  |
| 2006     | Superman Returns           | Bryan Singer | Editado con: - Elliot Graham  |
| 2008     | Valkyrie                   | Bryan Singer |                               |
| 2013     | Jack the Giant Slayer      | Bryan Singer | Editado con: - Bob Ducsay     |
| 2014     | X-Men: Days of Future Past | Bryan Singer |                               |
| 2018     | Bohemian Rhapsody          | Bryan Singer | Premio Oscar al mejor montaje |
| Director |                            |              |                               |
| Año      | Título                     | Director     | Notas                         |
| 2000     | Urban Legends: Final Cut   | El mismo     | Compositor                    |

## Composiciones para televisión
Ottman también hizo composiciones para televisión:
- Hitachi "Power Unleashed" Commercials (2006)
- Wendy's Commercial ("Raccoons") (2005)
- Coca-Cola: Latin Inspiration Commercial (2003)
- Gateway Anthem Commercial (2003)
- Chaos Theory Commercial (2002)
- Aetna Spec Commercial (2000)
- Samsung Commercial (2000)
- Fantasy Island (1998)
- Try These Wings (Nike Spot) (1995)
- WTTG-TV News Theme Demo (1994)

## Premios y nominaciones
Premios Óscar
| Año  | Categoría     | Película          | Resultado |
| ---- | ------------- | ----------------- | --------- |
| 2019 | Mejor montaje | Bohemian Rhapsody | Ganador   |